# Caryocar nuciferum
Caryocar nuciferum (nuez mantequilla, Pekea-nut, suari, árbol suari, Souari tree, Sawarri-nut; es una especie botánica de árbol frutal nativa del norte de Brasil, Colombia, Guyana, Guayana Francesa, Surinam, Perú y Venezuela.

## Descripción
Son árboles grandes que alcanzan los 45 m de altura, las ramas jóvenes glabras. Hojas trifoliadas, con pecíolos de 4-20 cm de largo, cilíndricos a aplanados, glabros; foliolos peciolulados, el peciólulo terminal de 7-25 mm de largo; hojas elípticas, apicalmente acu-minadas, de 5-15 mm de largo, con los márgenes enteros a crenados débilmente,  glabras en ambas superficies, la hoja terminal de 12 - 34 cm de largo, 6-18 cm de ancho. Las inflorescencias agrupadas en racimos; con pedúnculos de 6-10 cm de largo, glabra, lenticelada poco hacia la base; raquis de 1-4,5 cm de largo, glabras; pedicelos florales de 4-6 cm de largo y 5-8 cm de grosor. Flores con el cáliz acampanado, de 2 cm de largo, glabras en los exterior, los lóbulos 5, redondeados, corola de 6-7 cm de largo, elípticas, glabras, de color rojo, en el exterior, más pálido dentro; estambres muy numerosos, más de 700. Frutas subglobosas de 15 cm de largo, el exocarpio glabro, lenticelado, el pericarpio muy grueso y carnoso y semillas subreniformes.

## Usos
Se le ha llamado "quizás el mejor de todos los frutos llamados nueces. El núcleo es grande, suave, e incluso más dulce que la almendra, a la que se asemeja a un tanto en el sabor."
El mesocarpio es graso y pegajoso, sosteniendo 1-4 duras, leñosas, piedras verrugosas, con sabrosos, endocarpios reniformes, que se come crudo o tostado, y produce un aceite comestible. La madera es duradera y se utiliza para la construcción de embarcaciones. El aceite extraído correctamente de sus nueces produce un bálsamo curativo eficaz.

## Taxonomía
Caryocar nuciferum fue descrita por Carlos Linneo y publicado en Mantissa Plantarum 2: 247. 1771.
Sinonimia
- Pekea tuberculosa Aubl., Hist. Pl. Guiane 1: 597 (1775).
- Rhizobolus pekea Gaertn., Fruct. Sem. Pl. 2: 93 (1790), nom. illeg.
- Rhizobolus tuberculosum (Aubl.) J.F.Gmel., Syst. Nat.: 840 (1791).
- Caryocar tomentosum Willd., Sp. Pl. 2: 1244 (1799), nom. illeg.
- Rhizobolus tomentosus (Willd.) Oken, Allg. Naturgesch. 3(2): 1324 (1841).
- Caryocar tuberculosum (Aubl.) Baill., Hist. Pl. 4: 251 (1872).[3]